# Anisoiphimedia haurakiensis
Anisoiphimedia haurakiensis är en kräftdjursart som först beskrevs av Hurley 1954.  Anisoiphimedia haurakiensis ingår i släktet Anisoiphimedia och familjen Iphimediidae. Inga underarter finns listade i Catalogue of Life.